# Forêt nationale de Lincoln
Pour les articles homonymes, voir Lincoln.
La forêt nationale de Lincoln (en anglais : Lincoln National Forest) est une aire protégée américaine dans les comtés de Chaves, d'Eddy, de Lincoln et d'Otero, au Nouveau-Mexique. Cette forêt nationale a été créé le 6 juillet 1902.
La totalité des Monts Capitan est située dans l'aire protégée de la Forêt de Lincoln.